# Marie Gabryšová
Marie Gabryšová, též Gabryśová (* 9. listopadu 1949, Vělopolí) je česká ekonomka, zabývající se zejména marketingem a ekonomikou Polska.
Vyučovala mj. na Obchodně podnikatelské fakultě Slezské univerzity v Karviné a Hornoslezské vysoké škole obchodní - zahraniční fakultě v Ostravě. Byla činná jako mezinárodní expertka Polské akreditační komise.